# اسکار مسا
اسکار مسا (انگلیسی: Óscar Mesa؛ زادهٔ ۳ ژوئیهٔ ۲۰۰۶) بازیکن فوتبال اهل اسپانیا است که در حال حاضر برای رئال مادرید سی در پست مدافع بازی می‌کند.
وی همچنین در تیم‌های ملی فوتبال زیر ۱۵ سال، زیر ۱۷ سال، زیر ۱۸ سال و زیر ۱۹ سال اسپانیا بازی کرده است.